# 四大文明古国
四大文明古国，或稱四大古文明，是一種流行於20世紀中文世界的歷史概念，其理論按照時間早晚順序，以美索不達米亞（位於今伊拉克）、古埃及、古印度、古中国此四處為人类文明最早誕生的地區而這個概念只在東亞漢字文化圈比較流行，世界其他地方均以「文明搖籃」等字眼來稱呼文明的發源地，通常也不将以上四个文明并称为最古老的古文明。

## 名稱
四大文明古國為華人地區對四大古文明的舊稱，中文圈簡單地把“古巴比倫、古埃及、古中國、古印度”看做世界四大文明古國。按照先後順序排列為“美索不達米亞→埃及→印度→中國”。西方历史学上，比起四大文明古国，則採用“文明摇篮”這一說法，西方學者們認為除了歐亞大陸的四個河流文明發源地以外，另外在美洲還有兩個，即位於現代墨西哥的瑪雅文明，以及位於現代秘魯的印加文明，但不以四大古文明、或者六大古文明稱呼之，因為愛琴海文明等文明，因影響了西方文明，也可以符合“文明搖籃”的定義。

## 起源
梁启超在其写于1900年的《二十世纪太平洋歌》文中首先提出，认为“地球上古文明祖国有四：中国、印度、埃及、小亚细亚是也”（實際上古巴比倫並不位於小亞細亞，而是位於美索不達米亞，位於小亞細亞的是西臺、呂底亞和特洛伊等古希臘城邦）。中華人民共和國建立後，開始推行此說法並將其普及化。1950年代開始將「四大文明古國」一說收入教科書，並於1970至80年代普及。
河流文明的说法不是梁启超发明的，西方国家很早就有early river valley civilizations的说法，其來源已經不可考。在20世紀，美国的一些历史教科书也有这种说法，但只是指出四個早期河流文明，而并不以此作為古文明之代表，實際上虽然克里特、瑪雅、印加、米底、西臺等文明不屬於河流文明，但并不代表她們逊色於河流文明。，不過這種說法在目前21世紀的英文圈以及歐洲國家並不常見，目前唯一有記錄的是2004年英国BBC的记录片《文明的轨迹》里，中文翻譯将中国、古埃及、古巴比伦、古印度称作世界四大古文明。而即使是推行「四大文明古國」說法的中華人民共和國本身，其歷史學界亦不甚使用此詞語，會對此淡化處理。
日本考古学家江上波夫曾主张四大文明是自己提出的说法。

## 內容
學者認為四大文明古國都是建立在河川臺地附近，原因是有固定的水源使農業和商業較容易發展。人類固然離不開水，不過，歷史學家認為，中國文明之初，先發生于山嶽，然後擴展到河域。在距今7000年-5000年前，在北半球的两河流域、尼罗河、印度河、恒河流域以及黄河、长江流域相继产生了世界四大文明，相继由新石器时代进入青铜器时代，而后步入金屬器时代。人类今天所拥有的很多哲学、科学、文学、艺术等方面的知识，一般都可以追溯到这些古老文明的贡献。
四大文明古國的社會制度，巴比倫採用奴隸制，印度實行種姓制度，中國在春秋戰國以前採用封建制和井田制。都有自己的神话传说。國家政權則較晚誕生，古代都利用宗教神话来加强君主统治，巴比伦的统治者汉谟拉比自称“月神的后裔”，古埃及的法老自称是“太阳神的儿子”，中国的君主自称“天子”。
四大文明古国都有自己的历法，一年都分12个月并且有闰月。各个文明都创造了自己的文字。印度河、黄河、两河流域的文明都使用陶轮制陶，埃及和两河流域都较早的计算了圆周率，中国较早发现了勾股定理或其实际应用（“勾三股四弦五”），印度则发明了印度數字（阿拉伯数字）。

### 西亞古文明（巴比倫／美索不達米亞）
西元前10000年左右，蘇美人開始了耕種，西元前3500年出現原始城邦並形成美索不達米亞文明，“美索不達米亞”是古希臘文，意為“兩條河中間的地方”，故又稱為兩河流域。兩河指的是幼發拉底河和底格里斯河。先後有蘇美人、巴比倫人等建立的文明。在這个平原上發展了目前歐亞大陸考古已知的世界上第一個城，蘇美人发明了楔形文字，將一年分为十二个月，定七天爲一个星期。他們懂得六十進位法，如一分六十秒，圓周360度等。還發明了車輪，方便交通運輸。他们已知使用陰曆。巴比倫人則頒佈了歐亞大陸第一部完整的法典漢摩拉比法典。

### 古埃及
西元前6500年左右，人们在尼罗河河谷定居，开始在岸边建立房屋，并进行农业和畜牧业生产活动。埃及尼羅河流域文明開始於公元前4500年左右，象形文字也在这个时候出现，并沿用了4000餘年并出现大量城邦。公元前3500年左右在尼罗河上游河谷地区和尼罗河入海口三角洲地区分别形成了上埃及和下埃及两个国家。公元前47年，凯撒大帝進攻埃及的時候，戰火波及亞歷山大里亞城圖書館。數十萬冊以古埃及文字書寫的經卷付之一炬，其中包括當時最完整的埃及史。這部史書是亞歷山大大帝去世後，在大使自立為王的將軍托勒密要求埃及的祭司兼學者曼涅托所寫的。這部當時最完整的埃及史，卻在凱撒大帝進攻埃及時付之一炬。這部「埃及史」被燒毀，實為無法彌補之損失。幸而當時有些其他著作引用了一些這本書的內容，人們才能知道古埃及歷史的一些片段。直到目前，埃及學者仍然沿用曼涅托對埃及史的劃分，但對許多帝王的興衰更替，以及確實的年代，仍有許多不清楚的地方。

### 古印度
早在西元前約3200年，在現今巴基斯坦，文明即已滋生，古城哈拉帕及摩亨佐-达罗的遺跡留有許多這早期文明的烙印。居民已有度量衡及文字，並挖溝渠及運河，在堡壘之下的城市是在一嚴謹計劃下築成的，神廟、住宅、浴室、街道，幾何形的格局及衛生系統的設計排水溝、運河等。出土的遺物非常豐富，包括黃金首飾和寶石、經雕刻過的石頭、青銅和土塑小雕像等。黃銅和青銅多半用於製造器具和武器。陶器通常以輪狀捏製，用火燒成，並繪上幾何、花卉及動物等圖案。然而，印度河流域文明的文字，因為缺乏可供參考對譯的雙語文獻，多年來始終未能被破解。

### 中国古代
華夏文明起源於黃河流域和長江流域 。中原地區考古（如裴李崗遺址、賈湖遺址、大地灣遗址）發現了西元前約6000年農耕文化遺留下來的小米、稻穀、酒、樂器、稷和最早的文字雏形、宫殿式建築、繪畫、十進制等。根据红山文化遗址西元前4000年出現最早的城市並發生階級分化，西元前3500年之後出現階級社會和最早的原始邦國。根据龍山文化遗址發掘出西元前2600年左右50多個城邦與280萬平方公尺的城市。與其同期的还有良渚遗址发現的亞洲最大的城市良渚古城和三星堆遗址发現的2米多高的青銅大立人等。至西元前2700多年的黃帝時代華族兼并夏族、黎族、夷族等，形成了華夏族，在西元前21世纪开始进入夏商周时期。周分西周和東周，東周又分為春秋時代和戰國時代。夏、商、周皆采用封建制，周朝時封建制比較完善，人口以庶民為主。春秋戰國時代，中國封建制度逐漸瓦解，原本的封建時代的世襲階級逐漸被打破，取而代之的是高度统一的中央集權世襲王朝。秦之後華夏族融合其他周邊民族形成漢族。

## 影响
直到近年，四大文明古国的说法在中国仍然流行。中国民间有西方伪史论，否定其他文明的辉煌。中国领导人习近平主张四大文明古国中只有中国文明未中断，并称中国是东方人类的故乡，同非洲并列人类起源最早之地。中国政府作为推动一带一路、中华民族伟大复兴相关宣传的一部分，与希腊共同创立了文明古国论坛，邀请伊拉克、埃及、印度、墨西哥、秘鲁、玻利维亚等国参与。
朝鲜民主主义人民共和国自20世纪末提出了世界五大文明的说法，将代表朝鲜的“大同江文化”与四大文明古国并称。